# ع
ع (arabsky ﻋﻴﻦ, ʿAyn, výslovnost: ʿ, IPA: ʕ, persky عین, he, výslovnost: ʔ, IPA: ʔ) je arabské písmeno. Písmeno se může v textu nacházet ve čtyřech podobách, podle toho, v které části slova se nachází:
| samostatné | na konci slova | na začátku slova | uprostřed slova |
| ---------- | -------------- | ---------------- | --------------- |
| ع          | ﻊ              | ﻌ                | ﻋ               |

Z písmena jsou pomocí diakritických značek odvozena další písmena:
- غ - pomocí tečky nad,

V hebrejštině písmenu ع odpovídá písmeno ע, v syrštině písmeno ܚ.